# میچل زاباکو
میچل زاباکو (انگلیسی: Míchel Zabaco؛ زادهٔ ۶ فوریهٔ ۱۹۸۹) بازیکن فوتبال اهل اسپانیا است.
از باشگاه‌هایی که در آن بازی کرده‌است می‌توان به باشگاه فوتبال اتلتیکو مادرید بی و باشگاه فوتبال آلمریا اشاره کرد.